# 王德意
王德意（1931年—），女，浙江奉化人，中华人民共和国政治人物，曾任中华全国妇女联合会书记处书记、常务委员。